# Barrow-in-Furness

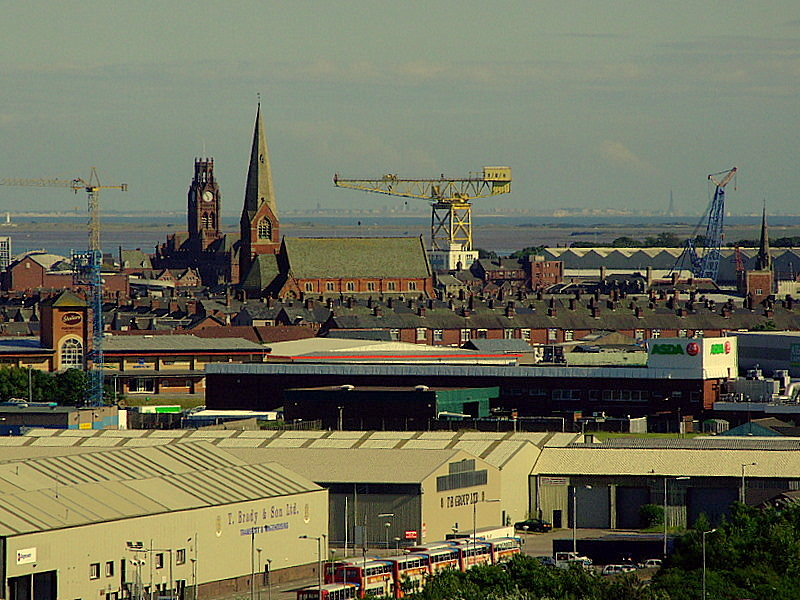
Barrow-in-Furness.

Barrow-in-Furness es una ciudad del condado de Cumbria, en noroeste de Inglaterra (Reino Unido). Su población en 2001 era de 71 980 habitantes.
Barrow-in-Furness o simplemente Barrow, como es conocido popularmente, es una ciudad costera, situada en un extremo de la península de Furness, entre Bahía de Morecambe, el estuario de Duddon y el mar de Irlanda. Barrow comenzó a crecer rápidamente en la década de 1840 y en menos de medio siglo pasó de ser una pequeña aldea a convertirse en una ciudad relativamente grande. Este desarrollo tan vertiginoso se debió al desarrollo de la Compañía de Ferrocarril de Furness, pero fue sobre todo consecuencia de que, hacia finales siglo XIX, se instaló en la ciudad una enorme acerería. De hecho, todavía en la actualidad sigue siendo un importante centro astillero.

## Demografía
- Población: 71 980
- varones/mujeres: 35 092/36 888
- Edad: 0-15 (14,993 %), 16-74 (51,228 %), 75+ (5,759 %)
- Etnia
  - 95,2 % Ingleses Blancos
    - 91,2 % Inglés
    - 2,5 % Escocés
    - 0,8 % Norirlandés
    - 0,7 % Galés

  - 1,8 % Otros blancos
    - 0,5 % Irlandés

  - 1,3 % Asiático
    - 0,8 % Asia Meridional
    - 0,3 % Extremo Oriente
    - 0,2 % Sureste Asiático

  - 0,5 % Negro
  - 0,5 % Multirracial
  - 0,2 % Otros

## Cronología
- 1845 - Comienza el desarrollo de Barrow-en-Furness.
- 1850 - H.W. Schneider descubre minas del hierro en los alrededores y construye el primer alto horno.
- 1865 - Se construyen las principales infraestructuras de la ciudad (oficina de correos, biblioteca pública).
- 1867 - Barrow-en-Furness se convierte el centro comunal.
- 1876 - Se funda la acerería más grande del mundo.
- 1897 - La Barrow Shipbuilding Company queda a cargo de la Vickers Limited. Para entonces, los astilleros ya se habían convertido en la principal fuente de empleo de la ciudad, por encima de los ferrocarriles y del trabajo en el campo.
- 1901 - El primer submarino de la Armada Real de los Países Bajos es construido en Barrow
- 1914 - El 94 % de la flota submarina británica es construido por Vickers en Barrow.
- 1931 - La población de Barrow supera ya los 77 000 habitantes.
- 1941 - En el marco de la Segunda Guerra Mundial, Barrow se convierte en objetivo de la aviación alemana, con el fin de dejar inutilizadas los astilleros de la ciudad (see Barrow Blitz).[1] La ciudad sufrió especialmente entre los meses de abril y mayo de este año.
- 1959 - Se construye en Barrow el primer submarino nuclear de Reino Unido (el HMS Dreadnought (S101)).
- 1974 - Las ciudades de Barrow-in-Furness y Dalton-en-Furness se unen, dando lugar a Barrow-in-Furness.
- 1985 - En 1985 se descubre gas en Morecambe Bay y aún hoy sus derivados siguen procesándose en la terminal costera de Rampside, en la zona sur de Barrow.[2]
- 2002 - Se diagnostican 172 casos de legionella, de los cuales 7 terminan en muerte. Fue el cuarto peor brote del mundo atendiendo al número de casos, y el sexto peor si nos atenemos al número de muertos. La fuente de la bacteria se halló tiempo después en un aparato de aire acondicionado del centro cívico, que no había recibido suficiente mantenimiento.[3]
- 2006 - El consejo de Barrow es multado con 125 000 libras por haber violado las leyes sanitarias británicas y por su actuación durante el brote de legionella de 2002.
- 2007 - La Cámara de los Comunes británica vota la renovación del sistema de submarinos Clase Trident, que se construirá en Barrow-in-Furness.